# Список умерших в 929 году

## Июнь
- 7 июня — Эльфтрита Уэссекская, графиня Фландрии (893/899—929)[1].

## Август
- 16 августа — Санчо I Ордоньес, король Галисии (926—929)[2].

## Сентябрь
- 4 сентября:
  - Лотарь I фон Вальбек, граф Вальбека, граф в Дерлингау и Бальзамгау, родоначальник Вальбекского дома[3];
  - Лотарь II фон Штаде, граф Штаде (до 929)[4].

## Октябрь
- 7 октября — Карл III Простоватый (50), король Западно-Франкского королевства (898—922) из династии Каролингов[5].

## Дата смерти неизвестна или требует уточнения
- Абдаллах ибн Хамдан, аббасидский военачальник, наместник Мосула (925—929).
- Ашот II Железный, царь Армении (914—929) из рода Багратуни, шахиншах (Царь царей) армянский и грузинский (922—929).
- Абу-ль-Касим аль-Багави, мусульманский улем, известный мухаддис.
- Аль-Баттани, арабский астроном и математик[6].
- Иоанн X, Папа Римский (914—928)[7].